# Ellington on the Air
Albums de Louis Sclavis
Chamber Music
(1989) Rouge
(1991)
Ellington on the Air est un album du clarinettiste français Louis Sclavis, paru en 1992 sur le label IDA Records. Ce disque a été enregistré par un sextet constitué de Sclavis aux clarinettes et saxophones, Yves Robert au trombone, Dominique Pifarély au violon, François Raulin au piano, Bruno Chevillon à la contrebasse, et Francis Lassus à la batterie. L'enregistrement se déroule en décembre 1991 aux Gimmick Studio, à Yerres, en France.

## Description

### Musiciens
- Louis Sclavis : clarinette, clarinette basse, saxophone soprano
- Yves Robert : trombone
- Dominique Pifarély : violons acoustique & électrique
- François Raulin : piano, claviers
- Bruno Chevillon : contrebasse
- Francis Lassus : batterie

### Liste des titres
| No | Titre                                                                      | Auteur                           | Durée |
| -- | -------------------------------------------------------------------------- | -------------------------------- | ----- |
| 1. | Caravalse (basé sur Caravan)                                               | Alain Gibert / Duke Ellington    | 10:32 |
| 2. | Prelude (basé sur Prelude to a Kiss)                                       | Gérard Marais                    | 12:02 |
| 3. | J'oublie / Jubilee Stomp (basé sur Jubilee Stomp)                          | François Raulin / Duke Ellington | 7:17  |
| 4. | Bakiff                                                                     | Juan Tizol                       | 3:43  |
| 5. | Indigofera Tinctoria/ Mode Andy Go (basé sur Mood Indigo)                  | Bruno Chevillon / Andy Emler     | 10:51 |
| 6. | Heaven                                                                     | Duke Ellington                   | 1:04  |
| 7. | Harlem Pancake (basé sur A tone parallel to Harlem et West Indian Pancake) | Louis Sclavis                    | 17:20 |
| 8. | Black and Tan Fantasy                                                      | Duke Ellington                   | 4:50  |